# Folkärna distrikt
Folkärna distrikt är ett distrikt i Avesta kommun och Dalarnas län. Distriktet ligger omkring Folkärna i sydöstra Dalarna och omfattar bland annat de sydöstra delarna av tätorten Avesta (Krylbo och Karlbo).

## Tidigare administrativ tillhörighet
Distriktet inrättades 2016 och utgörs av en del av området som Avesta stad omfattade till 1971, delen som före 1967 utgjorde Krylbo köping och Folkärna socken.
Området motsvarar den omfattning Folkärna församling hade vid årsskiftet 1999/2000. 

## Tätorter och småorter
I Folkärna distrikt finns fyra tätorter och fem småorter.

### Tätorter
- Avesta (del av)
- Folkärna
- Fors
- Nordanö (del av)

### Småorter
- Igeltjärna-Brovallen (delar av)
- Jularbo
- Kolarbo
- Korskrogen
- Stora Dicka

## Befolkningsutveckling
| Befolkningsutvecklingen i Folkärna distrikt 2015–2022 | Befolkningsutvecklingen i Folkärna distrikt 2015–2022 | Befolkningsutvecklingen i Folkärna distrikt 2015–2022 | Befolkningsutvecklingen i Folkärna distrikt 2015–2022 | Befolkningsutvecklingen i Folkärna distrikt 2015–2022 |
| --- | ----------------------------------------------------- | ----------------------------------------------------- | ----------------------------------------------------- | ----------------------------------------------------- |
| |                                                       |                                                       |                                                       |                                                       |
| År |                                                       |                                                       | Folkmängd                                             |                                                       |
| 2015 | 2015                                                  |                                                       | 7 247                                                 |                                                       |
| 2016 | 2016                                                  |                                                       | 7 525                                                 |                                                       |
| 2017 | 2017                                                  |                                                       | 7 596                                                 |                                                       |
| 2018 | 2018                                                  |                                                       | 7 667                                                 |                                                       |
| 2019 | 2019                                                  |                                                       | 7 584                                                 |                                                       |
| 2020 | 2020                                                  |                                                       | 7 505                                                 |                                                       |
| 2021 | 2021                                                  |                                                       | 7 371                                                 |                                                       |
| 2022 | 2022                                                  |                                                       | 7 309                                                 |                                                       |
| Anm: Uppgifterna avser förhållandena den 31 december varje år. Källa: Statistiska centralbyrån (SCB) – Folkmängden per distrikt, landskap, landsdel eller riket efter kön. År 2015 - 2022. |                                                       |                                                       |                                                       |                                                       |